# Silentium! (Roman)
Silentium! ist der vierte der Brenner-Kriminalromane von Wolf Haas und erschien 1999. Wie schon sein Vorgänger-Roman Komm, süßer Tod wurde das Werk (unter dem Titel Silentium) verfilmt.

## Inhalt
Schon seit Jahrhunderten gehen aus dem Knabeninternat Marianum Bischöfe, Bürgermeister und Landeshauptmänner hervor. Doch da aufgrund von Gerüchten der gute Ruf des Internats auf dem Spiel steht, engagiert der Regens, der Leiter des Internats, den Detektiv Brenner. Nach langen Gesprächen mit dem Regens, mit zwei Präfekten (dem Sportpräfekt Fitz und dem Präfekt mit der Hasenscharte) erfährt Brenner endlich das Gerücht. Das Gerücht besagt, dass der ehemalige Spiritual und heutige Bischofskandidat Schorn sich vor dreißig Jahren an einem Jungen namens Gottlieb Meller vergangen habe, der sich erst heute richtig mit den damaligen Geschehnissen auseinandersetzt. Der Sportpräfekt Fitz nennt Brenner auch den Namen von Mellers Psychiater, nämlich Dr. Prader. Dieser erzählt ihm, dass Fitz nicht Priester wurde, da er eine Kunststudentin schwängerte, und dass Meller der Schwiegersohn des Vizepräsidenten der Salzburger Festspiele ist. 
Währenddessen ereignet sich im Marianum ein folgenschwerer Fund: Gottlieb Meller wird zerstückelt in einem Fußballtisch gefunden. Die Polizei glaubt, dass es ein Obdachloser war, da Meller auf seiner Reise in die Vergangenheit die Duschräume betrat und dieser vermutlich gedacht hatte, er wolle sein Revier erobern. Der Obdachlose wurde tot von der Decke hängend gefunden. Nach dem Begräbnis Mellers möchte Brenner mit der Witwe reden, um mehr über die Verhältnisse der beiden zu erfahren, doch da diese sehr abweisend reagiert, wendet er sich an Fräulein Schuh, die Chefsekretärin im Festspielhaus. Diese erzählt ihm, dass sowohl die Tochter des Vizepräsidenten als auch ihr Ehemann Gottlieb Meller Probleme mit ihm hatten. Fräulein Schuh ist es auch, die Brenner eine Karte für die Oper schenkt. 
In der Oper trifft er die Witwe, die diesmal freundlich auf ihn zukommt. Sie erzählt Brenner, dass ihr Mann am Tag vor seiner Ermordung herumposaunt hat, einen Beweis für seinen Missbrauch zu haben. Sie ist es auch, die ihm erzählt, dass jemand die Adressdateien kopiert habe und dieser Jemand möglicherweise ihr Mann war. Diese Dateien enthalten jedoch nicht nur die Adressen des Wohnsitzes bestimmter Festspielbesucher, sondern auch Zusatzinformationen wie geheime Vorlieben. Ebenso erzählt sie ihm, dass ihr Mann im bischöflichen Archiv eine Karteikarte der katholischen Heiratsagentur Dr. Phil. Guth gefunden hatte. In dieser war ein Name verzeichnet, den er kannte, nämlich der eines Küchenmädchens aus dem Marianum aus seiner Schulzeit. Sie war damals über Nacht verschwunden und hatte trotz ihrer 15 Jahre geheiratet. 
Am Ende des Gesprächs lädt die Witwe Brenner zu einer Charityveranstaltung am nächsten Abend ein. Als der Detektiv eine Spur wittert, macht er sich am Vormittag des nächsten Tages zu der besagten Agentur Dr. Phil. Guth auf, die jetzt eine Eheberatungsstelle ist. Dort erfährt er, dass Dr. Phil. Guth schon verstorben ist. Die Frau des Dr. Prader arbeitet dort. 
Am Nachmittag macht Brenner sich auf den Weg zu Dr. Prader. Im Garten stellt ihm dieser Rene vor. Rene ist ein kluger Kopf, der aber wegen kleiner Delikte für zwei Monate in die Jugendstrafanstalt gekommen ist. Als er dort nach vier Wochen ausbrach und mit der Tochter des Direktors der Jugendstrafanstalt durchbrannte, wurden aus den ursprünglichen zwei Monaten zwei Jahre. Brenner beschließt ihn als seinen Helfer bei den verdeckten Ermittlungen in der Agentur Dr. Phil Guth einzusetzen, um die Karteikarte mit der Aufschrift „Mary Ogusake, Petting“ zu stehlen, von der ihm die Frau des Ermordeten erzählt hat. Rene findet heraus, dass mit Petting ein Ort in Bayern und nicht die gleich lautende sexuelle Handlung gemeint ist. 
Am Abend bei der Charityveranstaltung erzählt Rene Brenner, was er erfuhr. Rene fragt auch Dr. Prader und den Sportpräfekt Fitz ohne Umschweife, warum es im Marianum so viele philippinische Mädchen gibt. Fitz erklärt ihm, dass sie hierher kämen um Kurse in Österreich zu machen. Viele blieben jedoch hier und heirateten. Auf der Feier fordert der Vizepräsident Brenner auf, seine Tochter gefälligst nicht mehr länger zu belästigen. 
Als Rene Mary Ogusake in Deutschland trifft, erfährt er von ihr, dass diese Partnerschaftsagentur eigentlich philippinische Mädchen für die Akteure der Salzburger Festspielwochen vermittelt. Das hat Gottlieb wahrscheinlich herausgefunden und musste deswegen sterben. Am nächsten Tag ruft Rene Brenner an und fordert ihn auf, zu einer Agentur in Deutschland (Petting) zu kommen. Als der Brenner dort ankommt, ist Rene nicht da, jedoch das Gebäude der Agentur nicht verschlossen. Brenner beschließt das Haus zu betreten und findet im Wohnzimmer Mary Ogusakes zerstückelte Leiche. 
Rene wird verdächtigt und taucht unter. Brenner ermittelt weiter und deckt durch den Tod von Mary die wahre Verschwörung auf. Der Präfekt Fitz treibt seit Jahren mit dieser Heiratsagentur einen Jungfrauenhandel, um Schauspieler nach Salzburg zu locken. Weiters findet Brenner heraus, dass Frau Schuh die Mutter des Sportpräfekten ist. Er findet Frau Schuh am Weg ins Festspielhaus. Eine Frau ist vom Mönchsberg gesprungen. Dort finden sie die Leiche von Frau Prader. 
Brenner ist mittlerweile klar, dass Fitz der Mörder ist, und trifft diesen in den Duschräumen des Marianums. Fitz zeigt sich geständig und gibt die Morde an Gottlieb, an Mary sowie an Frau Prader, die er vom Mönchsberg hinuntergestoßen hat, zu. Raffiniert sperrt er aber Brenner im Duschraum ein und versucht, ihn mit heißem Wasser zu verbrühen. Rene ist zur Stelle, überwältigt den Sportpräfekten und stülpt ihm einen Plastiksack über den Kopf, während er Brenner rettet. Die beiden stellen die Situation aber dann so dar, als hätte sich Fitz selbst getötet.

## Figuren
- Simon Brenner ist Privatdetektiv und Hauptfigur vieler Haas-Romane
- Der Regens ist ein Priester und Chef des Knabeninternates Marianum.
- Fitz ist Sportpräfekt (Präfekt = Unterchef, Erzieher) am Marianum.
- Älterer Präfekt ist ein älterer Herr mit Hasenscharte.
- Gottlieb Meller ist ein Exzögling des Knabeninternats.
- Die Witwe ist die Frau Gottlieb Mellers und Tochter des Vize-Präsidenten der Salzburger Festspiele.
- Dr. Prader ist ein Psychiater und Bewährungshelfer.
- Schorn ist ehemaliger Spiritual im Marianum und jetziger Bischofskandidat.
- Fräulein Schuh ist Chefsekretärin im Festspielhaus und die Mutter des Sportpräfekten.
- René ist ein ehemaliger Gefängnisinsasse und jetziger Helfer von Brenner.
- Mary Ogusake ist ein ehemaliges Küchenmädchen im Marianum.
- Mutter Oberin ist eine Krankenschwester, welche im Internat arbeitet.

## Motive
Eins der beiden Schlüsselmotive verweist auf den zentralen Schauplatz, das Marianum, ein Stift für Priesterzöglinge: es geht um Maria und andere Jungfrauen bzw. den mit ihnen aufgezogenen Handel, um eine dramatische „Mariechen“-Erscheinung und eine ironische „unbefleckte“ Empfängnis.
Das andere Zentralmotiv verknüpft den Tat- mit dem Handlungsort Salzburg; komplementär zu dem im Marianum allerorts präsenten Silentium (Ruhe, Stille) geht es immer wieder ums Hören – weniger das klassischer Melodien als vielmehr profaner Geräusche aller Art –, um künstliche und abgeschnittene Ohren, und schließlich um allerlei Missverstehen. Ein solches beendet auch das Buch mit einem Schlusskapitel nach einem beklemmenden Showdown.

## Auszeichnung
- Deutscher Krimi Preis 2000 - 2. Platz in der nationalen Wertung